# Bundesregierung Ramek I
Die Bundesregierung Ramek I war vom 20. November 1924 bis 15. Jänner 1926 im Amt. Regierungschef war Rudolf Ramek. 
Am 7. November 1924 erklärte die Bundesregierung Seipel ihren Rücktritt, dessen unmittelbarer Anlass ein Eisenbahner-Streik war. Nachdem am 11. November eine Einigung mit den Eisenbahnern zustande kam, wurde Ignaz Seipel mit der Bildung einer neuen Regierung beauftragt. Er wollte allerdings nur weitermachen, wenn er die Gewissheit habe, dass er seine Sanierungspolitik im Sinne der Genfer Protokolle fortsetzen konnte. Dazu war auch die Teilnahme der Bundesländer an der Sanierungspolitik notwendig. Nachdem er sich mit heftigem Widerstand aus der eigenen Christlichsozialen Partei, insbesondere aus den Ländern, konfrontiert sah, legte Seipel den Auftrag zur Regierungsbildung zurück. 
Wenig überraschend fiel sein Vorschlag für seinen Nachfolger als Bundeskanzler auf Rudolf Ramek. Dieser war schon Staatssekretär und Innenminister gewesen, gehörte von Beginn an dem österreichischen Parlament an und war Landesparteiobmann der Christlichsozialen in Salzburg und galt somit als Vertreter der Länder. Er war aber auch ein unbedingter Vertrauensmann Seipels und garantierte damit die Fortführung der Seipel’schen Sanierungspolitik. Durch den Eintritt Rameks und Jakob Ahrers (als Finanzminister) in die Bundesregierung erhielt diese die Bezeichnung als Länderkabinett. Die Großdeutschen beschlossen, in der Koalition zu verbleiben.
| Bundesminister (für)                                            | Amtsinhaber      | Partei |
| --------------------------------------------------------------- | ---------------- | ------ |
| Bundeskanzler                                                   | Rudolf Ramek     | CSP    |
| Vizekanzler (mit der Leitung der Justizangelegenheiten betraut) | Leopold Waber    | GDVP   |
| mit der Führung der auswärtigen Angelegenheiten betraut         | Heinrich Mataja  | CSP    |
| Unterricht                                                      | Emil Schneider   | CSP    |
| soziale Verwaltung                                              | Josef Resch      | CSP    |
| Finanzen                                                        | Jakob Ahrer      | CSP    |
| Land- und Forstwirtschaft                                       | Rudolf Buchinger | CSP    |
| Handel und Verkehr                                              | Hans Schürff     | GDVP   |
| Heereswesen                                                     | Carl Vaugoin     | CSP    |